# Alain Grée
Alain Grée (* 21. Juli 1936 in Eaubonne bei Paris; † 28. Februar 2025) war ein französischer Kinderbuchautor und Illustrator, der über 300 Bücher veröffentlicht hat, die in 20 verschiedene Sprachen übersetzt wurden.

## Werk
Neben Kinderbüchern veröffentlichte Alain Grée u. a. drei Kriminalromane, verschiedene Spiele und produzierte Kindersendungen für das französische Fernsehen. Außerdem arbeitete er als Illustrator für verschiedene Zeitschriften sowie über 20 Jahre als Journalist für das Segelschiff-Magazin Voiles et Voiliers. Er schrieb zahlreiche Sachbücher über das Segeln.
Viele seiner Kinderbilderbücher waren Sachbücher und erschienen in Buchreihen. In Deutschland wurden folgende Reihen veröffentlicht:
- Blick in die Welt
- Tom und seine Welt
- Ich kenne...
- Die Schlaufüchse

Die meisten seiner Kinderbücher wurden bei Librairie Hachette und bei Éditions Casterman verlegt. Für den Verlag Gautier-Languereau schuf er einige Bücher der Reihe Les Albums Merveilleux, dem französischen Pendant der Wunder-Bücher.
In Deutschland erschienen seine Bücher u. a. beim Boje Verlag, dem Carlsen Verlag und im Tessloff Verlag.

## In deutscher Sprache herausgegebene Bücher (Auswahl)
- Heidi und Peter im Wald, Boje Verlag, 1965
- Heidi und Peter in der Eisenbahn, Boje Verlag, 1965
- Heidi und Peter in der Stadt, Boje Verlag, 1965
- Heidi und Peter auf dem Land, Boje Verlag, 1966
- Heidi und Peter am Meer, Boje Verlag, 1966
- Heidi, Peter und die Flugzeuge, Boje Verlag, 1967
- Heidi, Peter und die Schiffe, Boje Verlag, 1967
- Heidi, Peter und das Fernsehen, Boje Verlag, 1967
- Heidi, Peter und die Berge, Boje Verlag, 1968
- Mein erster Atlas, Boje Verlag, 1970
- Heidi, Peter und das Erdöl, Boje Verlag, 1971
- Heidi, Peter und der Fluss, Boje Verlag, 1971
- Heidi, Peter und die Pflanzen, Boje Verlag, 1972
- Heidi, Peter und die Autos, Boje Verlag, 1972
- Heidi, Peter und der Sport, Boje Verlag, 1972
- Heidi, Peter und die Vögel, Boje Verlag, 1972
- Heidi, Peter und der Garten, Boje Verlag, 1973
- Heidi, Peter und der Weltraum, Boje Verlag, 1973
- Heidi, Peter und die Elektrizität, Boje Verlag, 1974
- Heidi, Peter und die Insekten, Boje Verlag, 1975
- Heidi, Peter und die Welt unter Wasser, Boje Verlag, 1977
- Tom und die Häuser, Carlsen Verlag, 1970
- Tom und der Baum, Carlsen Verlag, 1970
- Tom auf dem Lande, Carlsen Verlag, 1970
- Tom und die Farben, Carlsen Verlag, 1970
- Tom und die Maße und Gewichte, Carlsen Verlag, 1972
- Tom und die Bienen, Carlsen Verlag, 1972
- Tom entdeckt die Formen, Carlsen Verlag, 1973
- Tom schützt die Umwelt, Carlsen Verlag, 1973
- Tom und die Jahreszeiten, Carlsen Verlag, 1974
- Toms letzter Ferientag, Carlsen Verlag, 1974
- Tom und die Tiere, Carlsen Verlag, 1975
- Tom staunt über die Natur, Carlsen Verlag, 1975
- Tom und die Gegensätze, Carlsen Verlag, 1978
- Tom und die Uhrzeit, Carlsen Verlag, 1978
- Ich kann zählen, Neuer Tessloff Verlag, 1970
- Ich kenne die Farben, Neuer Tessloff Verlag, 1970
- Ich kenne die Blumen, Neuer Tessloff Verlag, 1970
- Ich kenne die Tiere, Neuer Tessloff Verlag, 1970
- Ich kenne die Autos, Neuer Tessloff Verlag, 1972
- Ich kenne die Eisenbahn, Neuer Tessloff Verlag, 1972
- Ich kenne die Schiffe, Neuer Tessloff Verlag, 1972
- Ich kenne die Flugzeuge und Raketen, Neuer Tessloff Verlag, 1972
- Serafin und seine Wundermaschine, Diogenes-Verlag, 1970 (illustriert von Philippe Fix)
- Serafin gegen Serafin, Diogenes-Verlag, 1971 (illustriert von Philippe Fix)
- Serafin lesen verboten, Diogenes-Verlag, 1972 (illustriert von Philippe Fix)